# جنوب سيكيم
جنوب سيكيم رمزها «SS» (بالإنجليزية: South  Sikkim)‏، هو تقسيم إداري لدولة الهند تتبع ولاية سيكيم (بالإنجليزية: Sikkim)‏ ، مركزها هو مدينة نامشي (بالإنجليزية: Namchi)‏ عدد سكانها حسب تعداد سنة 2001 هو 131,506 ، مساحتها 750 كم² وكثافة السكان 175 لكل كم² .

## وصلات خارجية
- التعداد السكاني للهند
- الموقع الرسمي